# Deep Cuts, Volume 1 (1973–1976)
Deep Cuts, Volume 1 (1973–1976) – album kompilacyjny zespołu Queen, w którym znajdują się piosenki zespołu z lat 1973–1976. Został wydany 14 marca 2011 roku z okazji 40 urodzin zespołu. Nad wyborem utworów czuwali: Brian May, Roger Taylor i Taylor Hawkins.

## Lista utworów
| Nr | Tytuł                                                                 | Autor tekstu                 | Długość |
| -- | --------------------------------------------------------------------- | ---------------------------- | ------- |
| 1  | „Ogre Battle” (Queen II, 1974)                                        | Mercury                      | 4:14    |
| 2  | „Stone Cold Crazy” (Sheer Heart Attack, 1974)                         | Mercury, Deacon, May, Taylor | 2:13    |
| 3  | „My Fairy King” (Queen, 1973)                                         | Mercury                      | 4:08    |
| 4  | „I’m in Love with My Car” (A Night at the Opera, 1975)                | Taylor                       | 3:05    |
| 5  | „Keep Yourself Alive” (Queen, 1973)                                   | May                          | 3:46    |
| 6  | „Long Away” (A Day at the Races, 1976)                                | May                          | 3:33    |
| 7  | „The Millionaire Waltz” (A Day at the Races, 1976)                    | Mercury                      | 4:54    |
| 8  | „'39" (A Night at the Opera, 1975)                                    | May                          | 3:30    |
| 9  | „Tenement Funster” (Sheer Heart Attack, 1974)                         | Taylor                       | 2:46    |
| 10 | „Flick of the Wrist” (Sheer Heart Attack, 1974)                       | Mercury                      | 3:17    |
| 11 | „Lily of the Valley” (Sheer Heart Attack, 1974)                       | Mercury                      | 1:45    |
| 12 | „Good Company” (A Night at the Opera, 1975)                           | May                          | 3:23    |
| 13 | „The March of the Black Queen” (from Queen II, 1974)                  | Mercury                      | 6:38    |
| 14 | „In the Lap of the Gods... Revisited” (from Sheer Heart Attack, 1974) | Mercury                      | 3:46    |
|    | Całkowita długość:                                                    |                              | 50:07   |